# Orphilus subnitidus
Orphilus subnitidus is een keversoort uit de familie spektorren (Dermestidae). De wetenschappelijke naam van de soort werd in 1861 gepubliceerd door John Lawrence LeConte.